# Vale bosuil
De vale bosuil (Strix fulvescens) is een lid van de familie van de 'echte' uilen (Strigidae).

## Verspreiding en leefgebied
Deze soort komt voor van de bergen van Zuid-Mexico (Oaxaca en Chiapas) tot El Salvador.

## Status
De grootte van de populatie is in 2008 geschat op 20-50 duizend volwassen vogels. Op de Rode lijst van de IUCN heeft deze soort de status niet bedreigd.